# Пандуваснувара (підрозділ окружного секретаріату)
Підрозділ окружного секретаріату Пандуваснувара — підрозділ окружного секретаріату округу Курунегала, Північно-Західна провінція, Шрі-Ланка. Складається з 67 Грама Ніладхарі.